# Панчаратра
Панчара́тра (санскр. पञ्चरात्र, IAST: pāñcarātra — «пятидневный период») — одна из разновидностей литературы индуизма, санскритские вайшнавские ритуальные тексты традиции бхакти, посвящённые культу Вишну или Нараяны в различных его формах и ипостасях. Панчаратрой также называют средневековую вайшнавскую традицию, раннюю форму вайшнавизма, основанную на этих текстах. Тексты панчаратра относятся к агамам и вместо ритуальных ведийских жертвоприношений предписывают поклонение мурти в храме. 
Непостижимый Парабрахман входит в контакт с материальным миром и его обитателями, давая возможность живым существам соприкоснуться с Богом, через пять аспектов:
- пара — невидимый, вечный;
- вьюха — божественные эманации;
- аватара (вайбхава) — воплощения высшего в различных югах (эпохах), такие как десять аватар Вишну;
- антарьямин — непосредственно не воспринимается, но может быть логически выведен, аспект, чьё присутствие может почувствовать преданный;
- арча — видимая изобразительная форма, наполненная символикой, освящённая в храмах или почитаемые изображения внутри дома (шалаграма, раковина), средство воспоминания и медитации.

По мнению ряда учёных теистические воззрения Панчаратры опровергаются в «Веданта-сутрах».

## Панчаратра-агамы
Согласно традиции, канон Панчаратра-агам включает в себя 108 текстов. Однако их реальное число превышает 200 наименований. Это связано с тем, что: во первых, отдельные фрагменты агам выделялись в самостоятельные писания; во-вторых, существовали параллельно различные редакции текстов, каждая из которых в итоге оказалась признанной. Так или иначе, разные списки канона Паньчаратра-агам отличаются друг от друга. Реальный полный корпус писаний включает в себя следующие тексты:
| - Агастья-самхита - Агнея-самхита - Адхокшаджа-самхита - Айндра-самхита - Амбара-самхита - Ананда-самхита - Ананта-самхита - Ангирах-самхита - Анируддха-самхита - Аруна-самхита - Атри-самхита - Аупагаяна-самхита - Ахирбудхнья-самхита - Ачьюта-самхита - Балабхадра-самхита - Бодхаяна-самхита - Брахманда-самхита - Брахма-самхита - Брихаспати-самхита - Бхагавата-самхита - Бхарадваджа-самхита - Бхаргава-самхита - Бхуми-самхита - Бху-тантра - Вагиша-тантра - Вайбхава-самхита - Вайджаянти-самхита - Вайкунтха-самхита - Вайнатея-самхита - Вайхаяса-самхита - Вальмики-тантра - Вамадева-самхита - Вамана-самхита - Вараха-самхита - Варуна-тантра - Васиштха-самхита - Васудева-самхита - Васу-тантра - Ваявия-самхита - Виплава-самхита - Вира-самхита - Вириньчи-самхита - Вихагендра-самхита - Вишваксена-самхита - Вишвамитра-самхита - Вишва-самхита - Вишну-вайбхава - Вишнуйога-тантра - Вишну-рахасья - Вишнусадбхава-тантра - Вишну-самбхава - Вишну-самхита - Вишнусара-тантра - Вишнусиддханта- тантра - Вишну-тантра - Вишнутаттва-самхита - Вишну-тилака - Вьяса-самхита - Гаджендра-самхита - Галава-самхита - Гандхарва-тантра - Ганеша-самхита - Гаргья-самхита - Гарудадхваджа-самхита - Гаруда-самхита - Гаутамия-тантра - Говинда-самхита - Дадхичи-самхита - Дакша-самхита - Дамодара-самхита - Даттатрея-самхита - Девала-самхита - Джабала-самхита - Джайминия-самхита - Джайоттара-самхита | - Джамадагнья-самхита - Джанардана-самхита - Джаякхья-самхита - Джаятсена-самхита - Джнянарнава-самхита - Дурвасах-самхита - Дурга-тантра - Дхананджая-самхита - Дхрува-тантра - Йогарахасья-тантра - Йогахридая-тантра - Ишвара-самхита - Калика-тантра - Калоттара-самхита - Кама-тантра - Канва-самхита - Капила-самхита - Капиньджала-самхита - Катьяяна-самхита - Кашьяпа-самхита - Кешава-тантра - Крату-тантра - Кришна-самхита - Кубера-тантра - Кумара-тантра - Курма-тантра - Лайнга-тантра - Лакшминараяна- тантра - Лакшмипати-тантра - Лакшми-тантра - Лакшми-тилака - Лангала-самхита - Мадхава-самхита - Мадхусудана-тантра - Майтрея-самхита - Майя-тантра - Мангалика-тантра - Ману-самхита - Маричи-самхита - Маркандея-самхита - Маркандеясанграха- самхита - Матсья-тантра - Маудгала-самхита - Махаджняна-самхита - Махалакшми-тантра - Махапуруша-тантра - Махасанаткумара- самхита - Маха-тантра - Махендра-тантра - Махешвара-самхита - Махипрашна-самхита - Маявайбхава-тантра - Мединипати-самхита - Меру-самхита - Михира-самхита - Мукунда-самхита - Мула-самхита - Найррита-тантра - Налакубара-самхита - Нарадия-самхита - Нарадоттара-самхита - Нарасимха-самхита - Нараяна-тантра - Падма-самхита - Падмодбхава-тантра - Пайнгала-самхита - Пайппала-самхита - Пангала-самхита - Паниния-самхита - Паньчанабха-самхита - Паньчапрашна-самхита - Паньчататтва-самхита - Парамапуруша-самхита - Парама-самхита - Парамешвара-самхита | - Парашарья-самхита - Паришада-самхита - Паушкара-самхита - Прадьюмна-самхита - Прахлада-самхита - Прачетаса-самхита - Пуластья-самхита - Пулаха-самхита - Пундарикакша-самхита - Пуруша-самхита - Пурушоттама-самхита - Пушкала-самхита - Пушти-тантра - Рагхава-самхита - Ромеша-самхита - Садавишну-самхита - Самварта-самхита - Санака-самхита - Сананда-самхита - Санаткумара-самхита - Санкаршана-самхита - Санкхьяяна-тантра - Сарасвата-тантра - Сарвамангала-самхита - Сатвата-самхита - Сатьяки-тантра - Сатья-самхита - Саумантава-самхита - Саумья-тантра - Саура-самхита - Сваямбхува-тантра - Сканда-самхита - Субодхака-тантра - Таркшья-самхита - Таттвасагара-самхита - Теджодравина-самхита - Трайлокьявиджая- самхита - Трайлокьямохана- тантра - Тривикрама-самхита - Трипушкара-самхита - Умамахешвара- самхита - Ума-самхита - Упендра-самхита - Уттара-гаргьям - Ушанах-самхита - Хари-тантра - Харита-самхита - Хаягрива-самхита - Хираньягарбха-самхита - Хришикеша-самхита - Чатурмурти-самхита - Читрашикханди- самхита - Шабара-тантра - Шакала-самхита - Шакатаяна-самхита - Шакра-самхита - Шандилья-самхита - Шанти-тантра - Шататапа-самхита - Шаунакия-самхита - Шашвата-самхита - Шветакету-тантра - Шеша-самхита - Шриваллабха-тантра - Шридхара-самхита - Шрикара-самхита - Шриниваса-тантра - Шрипрашна-самхита - Шри-тантра - Шукапрашна-самхита - Шукарудра-самхита - Шукра-самхита - Яджнявалкья-тантра - Яджнямурти-тантра - Яма-самхита |